# Édouard Pingret

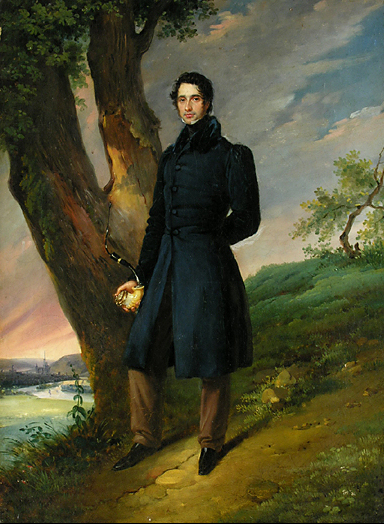
Portret mężczyzny z fajką, 1821

Édouard Henri Théophile Pingret (ur. 30 grudnia 1788 w Saint-Quentin, zm. 1875 w Paryżu) – francuski malarz i litograf, reprezentant neoklasycyzmu.
Studiował malarstwo pod kierunkiem Jacques'a-Louisa Davida i Jeana-Baptiste'a Regnaulta, naukę kontynuował w Akademii Świętego Łukasza w Rzymie. Od 1810 wystawiał w paryskim Salonie, w 1831 otrzymał Legię Honorową. W latach 1850–1855 mieszkał i pracował w Meksyku, wystawiał w Academia de Bellas Artes. Był jednym z pierwszych europejskich malarzy, którzy tworzyli w tym kraju.
Pingret malował głównie portrety, najbardziej znane Napoleona Bonaparte (1808) i generała Mariano Arista (1851). W Meksyku stworzył wiele scen rodzajowych i pejzaży, które przyniosły mu sławę w Ameryce. Był także autorem litografii i ilustracji.